# Grand Theft Auto: Vice City Stories
A Grand Theft Auto: Vice City Stories egy akció-kaland videójáték, amit a Rockstar Leeds fejlesztett, a Rockstar Northal együttműködve. 2006 végén adták ki a produktumot, PSP kézikonzolra, majd átportolták és 2007 elején kiadták PlayStation 2 konzolokra is. Ez a játék a nyolcadik rész a Grand Theft Auto sorozatban és a 2002-ben megjelent Grand Theft Auto: Vice City-nek a prequelje, vagyis az előzménye, ezen kívül pedig a második kézikonzolra megjelentett GTA-rész, a Grand Theft Auto: Liberty City Stories után.

## Megjelenés
A Take-Two Interactive bejelentette, hogy a játékot 2006. október 17-én jelentetik meg Észak-Amerikában, Európában pedig október 20-án került volna a boltokba, de egy szeptember eleji közlemény során kijelentették, hogy a játék amerikai megjelenését október 31-re halasztják. Ezen kívül bejelentették a november 10-i ausztráliai kibocsátást is. Az Egyesült Királyságban és Írország is november 10-én került a boltokba a program, a halasztást követően.

## Játékmenet

Vice City városának térképe a Vice City Storiesban.

A Vice City Stories a többi GTA-rész alapján van strukturálva.
A játékmenet egyrészt harmadik személy perspektívából (third person shooter) irányítható, másrészt pedig autós elemekkel van díszítve és teljes szabadságot ad a játékosnak, hogy oda menjen és azt csináljon, amit éppen akar. Gyalogosan az irányítható karakter képes futásra, úszásra, ugrásra, kézitusára és különböző fegyverek (pisztolyok, gépkarabélyok) használatára. A játékosok sok járművet lophatnak és vezethetnek, többek közt személygépkocsikat, hajókat, repülőgépeket, helikoptereket, motorokat és jetskit.
A nyitott, nemlineáris környezet engedélyt ad a játékosnak, hogy szabadon bejárja a környezetet és azt csináljon, amihez éppen kedve van. Bár a küldetések teljesítése területeket és tartalmakat nyit meg, mégsem igényli, hogy ezeket mind megcsináljuk. A főküldetések teljesítése között sok egyéb dolgot tehetünk meg (autós üldözések, lövöldözés, rablások stb.). Mindazonáltal, ha ezekből minél többet és minél nyilvánosabbat teszünk, bizonyos körözései szinteket kapunk, kisebb szinteknél csak utcai rendőrök jönnek, de magasabbaknál megjelenik a kommandó (S.W.A.T.), ügynökök (F.B.I.) és a hadsereg is.
A játékos vállalhat melléküldetéseket is. Az előző játékokkal ellentétben itt kicsit megváltoztatták ezeket, de lényegében ugyanaz a dolgunk. Ezeknek egyike a Beach Patrol, amiben Victornak egy homokfutóval kell üldöznie és megölnie a motorosokat a tengerparton, vagy egy motorcsónakot kell vezetnünk a tengeren, így segítve az életmentőket, akik a veszélyben lévő embereket akarják kimenteni a vízből.
A Vice City Stories egyik fő játékeleme a birodalomépítés. Az új GTA-rész kölcsönvesz egy pár ötletet a GTA: Vice City ingatlanvásárlásaiból és a GTA: San Andreas bandaháború rendszeréből. Azért hogy a játékos pénzt keressen és előrehaladjon a játékban házakat kell vennie, vagy elfoglalnia ellenséges bandáktól, amit aztán átépíthet és többféle tevékenységeket is működtethet bennük, valamint ezután a bandák néha megtámadják, így meg is kell őket időnként védeni. A prostitúció, uzsora, drogcsempészet, drogelőállítás is szerepel a választható üzletnemek között.
A játék harcrendszere is jelentős változásokon ment keresztül. A célzószerkezetet is átalakították, így ha megtámadják a szereplőt, az csak a veszélyt fenyegető emberekre céloz, nem pedig az ártatlan járókelőkre, mint a korábbi részekben. A legnagyobb átalakításon a kézi-tusa rendszer ment át, így a játékos képes megragadni az ellenfelet, rúgni és taposni, miközben az ellenfél a földön van.
A játékosok képesek visszavásárolni elvesztett fegyverüket/fegyvereiket, azután hogy meghaltak és kórházba kerültek, vagy azután, hogy a rendőrök elkapták és a rendőrségre szállítják.
A különleges csomaggyűjtés 99 léggömb levadászásával jelenik meg, ez utalás Nena 1984-es slágerére a "99 Luftballons"-ra, ami a Vice City Stories-ban is szerepel a rádióadók között.
A Grand Theft Auto: Liberty City Stories megjelenése óta sokat javítottak a grafikán és az animációkon is. Gyorsabbak a töltési idők, több a gyalogos és az autó, valamint a forgalom is, összetettebbek a robbanások, az NPC-k fejlettebbek és kidolgozottabbak.

## Karakterek
Mint az előző GTA játékok esetében a Vice City Stories-ban is híres színészek adják a játékbeli szereplőknek a hangját. Gary Busey, Luis Gusman, Philip Michael Thomas, Danny Trejo és Jorge Pupo visszatér Phil Cassidy, Ricardo Diaz, Lance Vance, Umberto Robina és Gonzales hangjaként, akik korábban a Vice City-ben is a hangjukat adták. A híres énekes-zenész Phil Collins is megjelenik digitálisan a játékban önmagaként. Valamint több mellékszereplő hangját is az Opie and Anthony Show csapata adja.
A bandák, akik a Vice City-ben szerepeltek, teljes egészében lecserélték, így tették bele a Trailer Park Mafia-t, a Cholos-t, a White Stallionz-t és a Mendez Kartel. Valamint a Vance Bűnszövetkezet is sok szerephez jut, amit az eredeti játékban csak a beszélgetésekből ismerhettek a játékosok.

### Szereplők
- Victor Vance: Victor Vance a Vice City Stories főszereplője és irányítható karaktere. A hadseregben való szolgálatát a drogfüggő Janet édesanyja és asztmás, Pete nevű testvére miatt vállalja, hogy ezeket a problémákat kezelni tudja. Jerry Martinez őrmester feladatai azonban megszegik a katonai utasításokat (drog és prostituált szállítása), melyeket később észrevesznek a felsőbb vezetők és felmentik a szolgálata alól. Vic azonban továbbra is gondoskodni akar a beteg családjáról ezért a már számára egyetlen út a pénzszerzésre, ha Vice city alvilágának urainak dolgozik. Vic 28 éves. Első fellépés: Intro
- Lance Vance: Vic fiatalabbik testvére, aki a hazájából érkezett (az ország neve ismeretlen), hogy Vic-et segítse és együtt osztozzanak az immár meglévő Vance család hatalmán. Vic eleinte nem szívesen dolgozik vele együtt, de végül beleegyezik. Lance felveszi a kapcsolatot egy bizonyos Brian Forbs nevű drogdílerrel, akiről kiderül, hogy beépített rendőr. Túszul ejtik, majd Brian elcsalja őket csapdába, ezzel esélyt szerezve a szökésre, de elbukik és megölik őt.

Lance két dolgot szeret: a családját és pénzt. Erre remek példa amikor Armando Mendez elrabolja Vic barátnőjét Louise-t: Lance eleinte hagyná az egészet, de amikor Mendez emberei felrobbantják Fehér Infernusát, begurul, majd ez fogja vezetni Armandót a halálához. Első fellépése: Jive Drive
- Jerry Martinez őrmester: Jerry Martinez őrmester Vic feljebbvalója. Ő a játék egyik főellensége a három közül. Miután cserben hagyja Vic-et a balesete után a Mendez testvéreknek fog dolgozni. Vic és Lance azonban ellopja az általa kontrollált drogszállítmányokat. A Mendez kartelltől való félelem miatt tanúvédelmi programba lép. Vic ezt később megpróbálja a Mendez fivéreknek bebizonyítani, de Jerry elrabolja Louise-t, Vic barátnőjét, megveri, de Vic sikeresen kiszabadítja. Amikor Vic a Mendez tornyot ostromolja a hadseregtől ellopott helikopterrel, Martinez sarokba szorítja őt azután, hogy landolt és megölt minden Mendez kartell tagot. Diego Mendez megjelenése azonban megszünteti a patthelyzetet és a három férfi leszámol a tetőn: Vic kerül ki a győztesen a játék végső összecsapásból. Első fellépés: Intro. Halála: Last Stand
- Phil Cassidy:
- Louise Cassidy-Williams:
- Marty Jay Williams:
- Umberto Robina:
- Bryan Forbes:
- Reni Wassulmaier:
- Barry Mickelthwaite:
- Armando Mendez:
- Diego Mendez:
- Ricardo Diaz:
- Phil Collins:
- Gonzales:
- Janet Vance:
- Mary-Jo Cassidy:
- Alberto Robina:

## Cselekmény

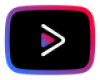
A játék főszereplője Victor Vance (balra), mellette pedig az öccse, Lance Vance (jobbra).

A játék a Vice City eseményei előtt két évvel játszódik, 1984-ben. A főszereplő a katona Victor "Vic" Vance, aki Jerry Martinez őrmester szolgálata alatt belekeveredik több bűnös tevékenységbe is, noha ezt ő erősen ellenzi, de mégis belemegy, mivel kell a pénz a gyógyszerre, Pete Vance-nek, másik öccsének, aki asztmában szenved. Ezt követően Vic-et rajtakapják, amint egy prostituáltat visz be a katonaságra, ezen kívül megtalálják az ágyába rejtett drogot, amit Martinez-nek hozott, így kirúgják a seregből és az utcára kerül. Vic a korábbi részekből is ismerős Phil Cassidy-nél kezd dolgozni, majd ő beajánlja sógorának, Marty Williams-nak, aki terrorban tartja feleségét Louise-t és nemrég született babájukat, Mary-Beth-et.Vic és Louise között szerelem bontakozik ki. Miután Marty elrabolja Louise-t, Vic megöli Marty-t és átveszi Marty 'birodalmát'.
Hamarosan megérkezik a városba Vic másik testvére Lance is, akivel együtt bűnbandát alakítanak és együtt lopják el Martinez kokain szállítmányát, majd konfliktus támad köztük, mivel Vic azt állítja, hogy az ellopott kokaint Lance és Louise kipróbálta. Majd megtudják, hogy Martinez csak Armando és Diego Mendeznek szállította a drogot. A Mendez testvérek arra kényszerítik Vic-et és Lance-t, hogy nekik dolgozzanak, majd később elrabolják Louise-t és Lance-t. Vic megöli Armando Mendez-t, de Louise-hoz későn érkezik, Lance viszont életben marad. Phil Cassidy és Ricardo Diaz segítségével Vic ellop egy katonai helikoptert, majd megtámadja a Mendez fivérek 'bázisát', ahol Diego Mendez és emberei tartózkodnak. Ezután leszáll a háztetőn, megöli Mendez embereit, majd szembe kerül Diego Mendez-el és Jerry Martinez-el. Vic megöli mindkettőt, majd megérkezik Lance, hogy segítsen neki, ezután megígérik, hogy felhagynak a drog üzlettel.Lance ezt az ígéretet megszegi, két év múlva egy üzletet hajtanak végre Vice City-ben (de ez már másik történet)

## Fegyverek
A Vice City Stories fegyverei néhány megváltoztatott fegyvermodellen kívül ugyanaz, mint az előző játékban, a Liberty City Stories-ben (a TEC-9est lecserélték egy Scorpion nevű modellre, de ez lényegében ugyanaz a fegyver), valamint az M4-A1 gépfegyvert átcserélték egy M16-osra, mivel az még nem létezett 1984-ben. A másik észrevehető változás a pisztoly (eredetileg egy Colt.45 M1911-es modell), amit Beretta M9-re változtattak. Az AK-47-es felváltotta a Ruger Mini 14-et az 1986-os Vice City-ből, a 22 kaliberes M249 könnyű gépfegyver pedig a 30 kaliberes M60-as gépfegyvert. Ott van még a rakétavető egyik új verziója, amit az M72 LAW-ról mintáztak.Újdonság az is, hogy itt már van távcső is(ezt csak addig jó, míg nincsen mesterlövészpuskád)

## Zene

### Rádióállomások
Mint a többi GTA-rész, úgy a Vice City Storiesban is fontos szerepet játszanak a zenék, rádióadók a játék hangulatának kialakulásában. 9 különböző rádióállomás található a játékban, ami 105 licencelt dalt tartalmaz összesen, az 1980-as évekből. A Wildstyle-t, KCHAT-et és Fever 105-öt, amik az eredeti Vice Cityben voltak, leváltották újakra: Fresh 105, VCFL (Vice City for Lovers) és Paradise FM.
| - Flash FM - V Rock - Paradise - VCPR - VCFL Radio | - The Wave 103 - Fresh 105 FM - Espantoso - Emotion 98.3 |

### Saját zenék
Mint az előző részeknél itt is lehet betenni a játékba egyéni zenéket. A PSP-s sorozatot megelőzően, csak Xbox-ra és PC-re lehetett saját zenéket feltenni.
A Rockstar kiadott a Rockstar Custom Tracks-on egy Letöltés szekciót, amelyen keresztül zenéket lehet feltenni a játékra.

## Multiplayer
A játék elődjét követően a Vice City Stories-ban is lehetőség van egy többjátékosmód játszására, amit egyszerre 6 játékos is űzhet. 10 különböző módra van lehetőség, amiben benne vannak a vezethető járművek, helikopterek és motorcsónakok. A karaktermodellek az egyjátékos módból lettek átportolva. A Rockstar Games a PS2-es verzió megjelenéskor úgy döntött nem teszi bele ezeket a módokat a konverzióba.

## Fogadtatás
A játék 86%-ot kapott a Metacritic-en és 85-öt a GameRankings-on. A PlayStation 2-es portot 7.2 pontra értékelték a 10-ből a GameSpot-on és 7.5-re az IGN-en. Eddig összesen 4,5 millió eladott példányt értékesített a Take-Two Interactive.
Díjak
- Az IGN díja, a legjobb licencelt soundtrack PSP-re 2006-ban.
- A Legjobb hordozható játék - Golden Joystick Awards 2007.

## PlayStation 2 konverzió
2007. február 7-én a Rockstar bejelentette hogy a játékot átportolják PlayStation 2-re és a megjelenési dátum március 6-án lesz. A grafikát feljavították és lehetővé tették a "trails" opciót, aminek segítségével szebb lett a grafika, de ez a funkció kikapcsolható. Ezen kívül beleraktak több elemet, ami nem volt a PSP verzióban, öt új alkalmi munka, hat unique jump, öt "rampage" és egy új "easter egg".

## Külső hivatkozások
- A Grand Theft Auto: Vice City Stories hivatalos oldala